# 쇼카이 법친왕
쇼카이 법친왕(일본어: 承快法親王 しょうかいほうしんのう[*], 덴쇼 19년 2월 14일 (1591년 4월 7일) - 게이초 14년 8월 20일 (1609년 9월 18일))은 아즈치모모야마 시대부터 에도 시대 초기에 살았던 황족이다.
고요제이 천황의 2황자이고, 어머니는 오오텐지노츠보네 나카야마 치카코이다. 아명은 니노미야 (二宮), 통칭 시치죠도노, 시치죠노미야(七條殿・七條宮)이다. 고요제이 천황에게는 카쿠신 입도친왕, 쇼코 여왕에 이어 셋째이고, 아들만 세면 카쿠신 다음으로 둘째이다.
게이초 3년 12월 29일 (1599년 1월 25일), 닌나지에 들어가, 게이초 6년 산젠인에서 사이인 입도친왕에 이어 출가했다. 카지이 몬제키 (산젠인 몬제키)를 계승했다.
마나세 겐사쿠의 『겐사쿠도삼배제록』에서 게이초 12년 윤4월 즈음, 병세와 조제 기록이 남아있다. 게이초 14년 8월 20일에 19세의 나이로 사망했다. 같은 달 25일에 매장되었다. 법호는 짓세이인 (実性院)이다. 묘소는 오오하라 쇼린인의 북쪽에 있는 카지이 궁묘지이다.